# Phyllotis vaccarum
Espèce
Phyllotis vaccarum est une espèce de rongeurs de la famille des Cricétidés. Elle vit dans les hautes montagnes andines d'Argentine et du Chili.

## Description
Phyllotis vaccarum est une espèce de taille moyenne comparée aux autres représentants du genre Phyllotis, avec une longueur totale moyenne de 235 mm. Son pelage dorsal est d'une couleur allant du gris un peu ocre au brun ocre franc, strié de poils noirs. Les flancs et les joues présentent une bande brun-jaune clair plus ou moins développée. Le ventre est majoritairement blanchâtre ; chez certains individus, il présente également une bande pectorale beige. Les mains, les pieds et une petite partie du menton sont entièrement blancs. Les yeux sont entourés d'un fin anneau noirâtre. Les oreilles sont densément couvertes de poils brun noirâtre (qui s'éclaircissent en altitude). La queue est fortement bicolore, brun noirâtre sur le dessus et blanc grisâtre sur le dessous,.

## Écologie
Les restes momifiés de treize de ces souris ont été découverts sur les sommets de trois volcans de la Puna de Atacama, à des altitudes de 6 029 à 6 233 m, et datés d'au plus quelques siècles. Un spécimen vivant a par ailleurs été capturé en 2023 au sommet d'un volcan voisin, à 6 739 m, l'altitude d'habitat la plus élevée jamais observée pour un mammifère. L'aire de répartition de l'espèce s'étend jusqu'à des altitudes plus basses, au moins jusqu'à 3 651 m. L'analyse génétique de ces spécimens, où il y a autant de mâles que de femelles, montre que les souris provenant de ces hautes altitudes sont plus apparentées entre elles qu'avec les souris provenant d'altitudes plus basses, et les souris provenant d'un même sommet plus apparentées encore. Ces souris ne sont donc pas le résultat d'incursions à partir d'altitudes plus basses, elles appartiennent à des populations vivant principalement et se reproduisant à ces altitudes, malgré l'absence de végétation. Phyllotis vaccarum est la seule espèce connue de mammifères capable de vivre et de se reproduire à plus de 6 000 m d'altitude,.

## Taxonomie

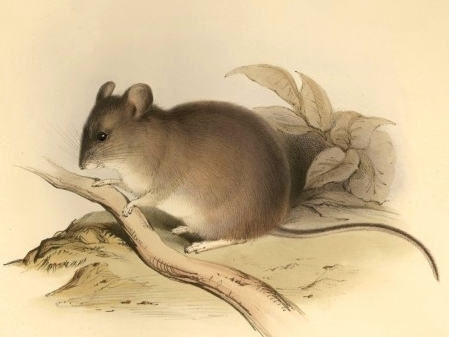
Phyllotis xanthopygus, espèce très proche dont Phyllotis vaccarum a longtemps été considéré comme une sous-espèce.

Ce taxon est décrit par le mammologiste anglais Oldfield Thomas en 1912 sous le nom Phyllotis darwini subsp. vaccarum depuis un spécimen mâle capturé à  2 500 m d'altitude à Punta de Vacas, une petite localité située sur un versant de la cordillère des Andes argentine opposé à Mendoza,.
Longtemps considéré comme une sous-espèce de Phyllotis darwini puis de Phyllotis xanthopygus, ce taxon est élevé au rang d'espèce en 2001 à partir d'une étude phylogénétique. Ce choix est confirmé en 2021 par une analyse des populations des pentes orientales des Andes centrales confrontant l'hypothèse phylogénétique aux preuves morphométriques.
Son statut d'espèce est considéré comme valide depuis 2005 par Mammal Diversity Database, ce qui n'était pas le cas de Mammal Species of the World  la même année et n'est pas encore le cas de nombreuses autres références taxonomiques comme Catalogue of Life en 2023.

### Étymologie
Le nom du genre Phyllotis est construit à partir du grec φύλλον / phúllon (« feuille ») et οὖς / oûs (« oreille »). L'épithète spécifique vaccarum (« des vaches »), génitif pluriel du latin vacca (« vache »), fait référence à la localité où le spécimen type a été capturé : Punta de Vacas (province de Mendoza, Argentine).

### Publication originale
- (en) Oldfield Thomas, « LII.— New bats and Rodents from S. America », Annals and Magazine of Natural History, vol. 10, no 58,‎ octobre 1912, p. 403–411 (DOI 10.1080/00222931208693253, lire en ligne)

### Synonymie
- Phyllotis darwini subsp. vaccarum Thomas, 1912[2]
- Phyllotis rupestris Gervais, 1841[2]
- Phyllotis xanthopygus subsp. vaccarum Thomas, 1912[2]